# Лысенко, Алина Александровна
Алина Александровна Лысенко (род. 17 мая 2003, Москва) — российская трековая велогонщица, чемпионка России и Кубка России по велоспорту, двукратная чемпионка Европы среди юниоров и неоднократная участница международных соревнований. Экс-фигуристка. Мастер спорта России международного класса по велоспорту.

## Биография
Родилась 17 мая 2003 года в Москве.
Изначально начинала свою спортивную карьеру в фигурном катании. Позже перешла на велоспорт. В 2020 году стала двухкратной чемпионкой Европы среди юниоров в дисциплине кейрин. В 2021 году завоевала восемь международных титулов в гонке на время, кейрине, спринте и командном спринте также на юниорских соревнованиях. В 2021 году выступала на Кубке Наций по трековому велоспорту, где спортсменка стала чемпионкой России в командном спринте.
В 2022 и 2023 году по политическим причинам девушка не могла выступать на международном уровне, лишь с 2024 года смогла одержать неоднократные успехи в велоспорте.

## Достижения

### Чемпионат мира среди юниоров
2021
 — 500 метров
 — Кейрин
 — Спринт
 — Командный спринт

### Кубок Наций
2021
2-я — 500 метров (Санкт-Петербург)
3-я — Спринт (Санкт-Петербург)
2024
3-я — Кейрин (Гонконг)

### Чемпионат Европы среди юниоров
2020
 — Кейрин
 — Спринт
2021
 — 500 метров
 — Кейрин
 — Спринт
 — Командный спринт

### Чемпионат России
2019
3-я — 500 метров
3-я — Спринт
2021
 — Командный спринт (вместе с Дарьей Шмелёвой, Екатериной Роговой и Яной Бурлаковой)
2-я — Спринт
3-я — 500 метров
3-я — Командный спринт
2022
 — Спринт
2-я — Командный спринт
3-я — Кейрин